# Jan Wężyk Osiński
Jan Wężyk Osiński herbu Wąż (zm. w 1649/1650 roku) – chorąży mniejszy sieradzki w latach 1633-1649, łowczy sieradzki w latach 1629-1633.
Poseł na sejm koronacyjny 1633 roku.
Podpisał pacta conventa Władysława IV Wazy w 1632 roku.